# 防弾

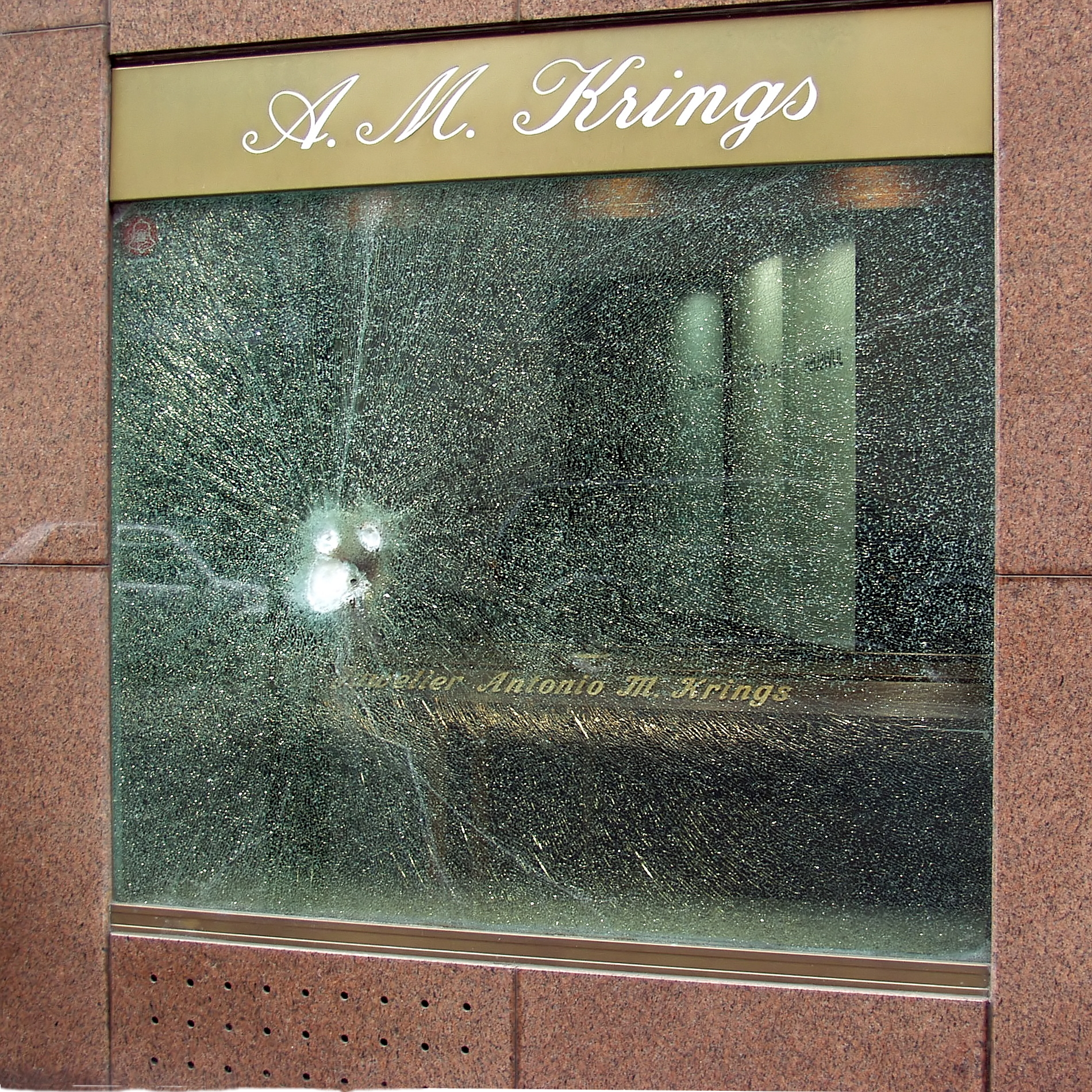
強盗犯の侵入を食い止めた防弾ガラス（ドイツ・ケルンの宝飾店）

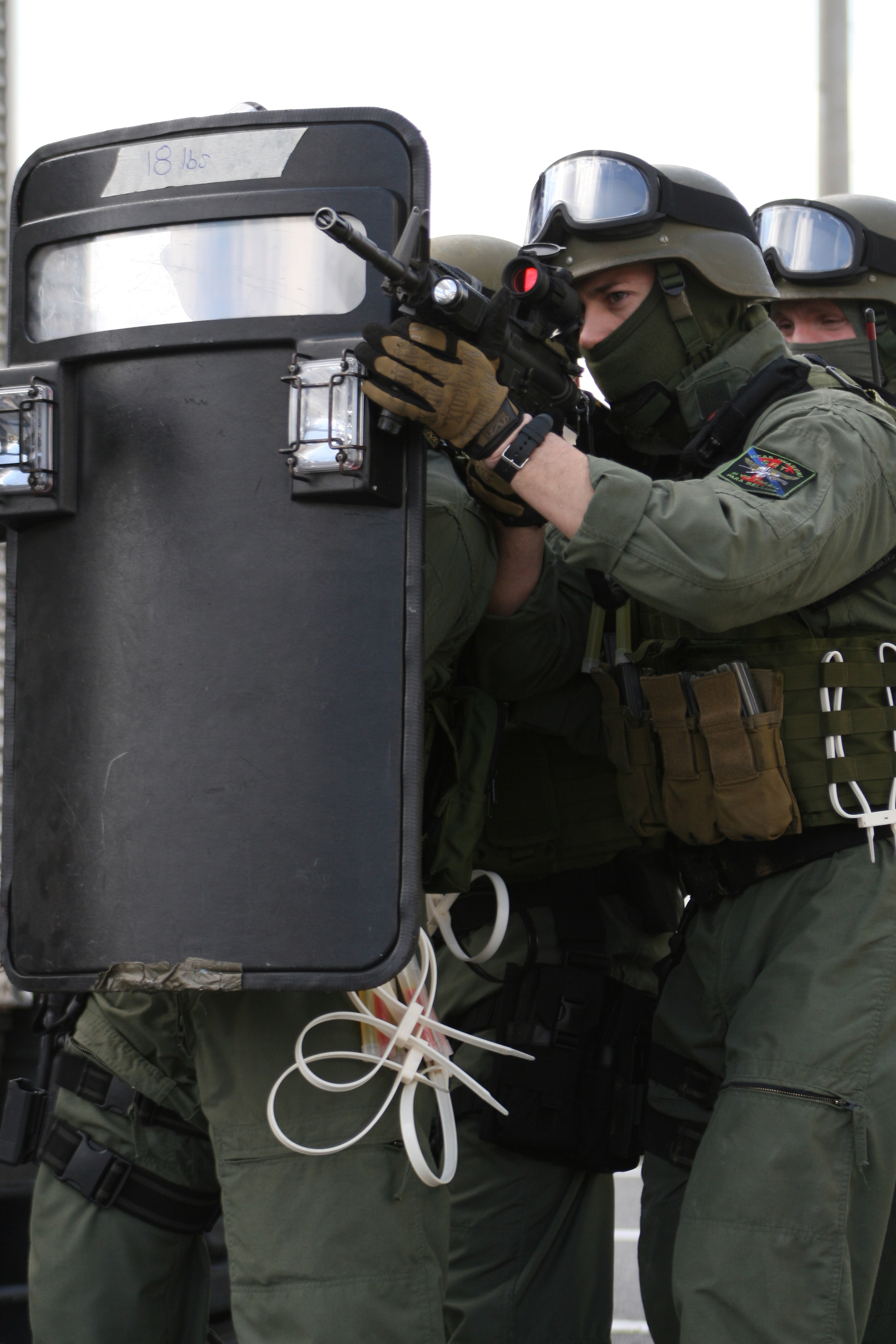
人質事件を想定した訓練において、バリスティック・シールドを構えるアメリカ海兵隊の憲兵特殊対応班

防弾（ぼうだん、英語：Bullet resistance,Bulletproof）とは、銃弾の貫通を食い止める性能のことである。

## 概要
防弾性の規格として、アメリカ合衆国司法省の装備調達基準として国立司法省研究所(略称：NIJ)が定めたNIJ規格というものがある。MIL規格ではMIL-STD-662、NATO加盟国共通規格STANAGでは STANAG 2920 で防弾服に一定の性能を持つ製品を防弾性があるものとしている。ロシアのGOST規格では、ГОСТ Р 50744-95によって防弾着に一定の性能を保証している。
単純に、硬い材料で厚い壁を作ることでも防弾性は得られ、軍事目的や犯罪抑止効果を見込む場合は、そのような防弾がなされることもある。例えば、足利義晴が天文19年（1550年）2月に築城した中尾城は、鉄砲玉を防ぐために礫（こいし）を入れた白壁が塗られ、防弾の意識が鉄砲伝来時期から城壁に備えられていたことがわかる。しかし、外見では防弾であることがわかってほしくない場合や、軽さややわらかさ、透明性などが要求される場合には、特殊な材料が用いられる。
防弾を意識した鉄盾（防弾盾）の使用は、日本の場合、戦国期より始まり、和本『伊賀路濃知辺（いがじのしるべ）』の記述によれば、天正12年（1584年）、徳川家康が伊賀忍者に尾張の蟹江城攻めで忍び込むよう命じた際、石垣で上から狙撃される者が続出したため、「鉄之盾三十枚」を与えたと記されており、攻城戦で用いられた（後述の「実験結果」からも3mm厚あれば防弾できた）。
1881年には、ガンマンのルーク・ショートに銃撃された賭博ブローカーを診察した医師が絹のハンカチで弾丸が止まっていることを発見して、絹織物の防弾性について論文を書いている。その後、要人などが絹織物を何重にも重ねた防弾チョッキを着るようになり、実際にスペイン王アルフォンソ13世の暗殺も防いだ。

## 防弾の例
- 防弾ガラス - ガラスをポリカーボネートなどのプラスチックとの積層構造にする。ポリカーボネートのみからなる、一見ガラスに見える防弾素材もある。
- 防弾チョッキ - ケブラーなどの特殊繊維を織り込む。セラミックスなどの硬板を使ったものもある。
- 防弾壁 - ケブラーなどからなる補強材を貼り付けるか埋め込む[注釈 2]。
- 防弾車 - 大量の金属材を使い一目で防弾とわかるようにつくられたもの（装甲車）や、一見通常車両に見えるものがある。
- 土嚢 - 市街戦など、即席で積み上げ、陣地作りにも繋がるもので、土で盛るという意味では「土塁」の部類であって防弾壁ではない[注釈 3]。同様に「石塁」も十分防弾に繋がる（元寇後に築かれた石塁の厚さは1-2mあり、後世の銃器も防ぐことが可）。少例として、日露戦争時、友軍の遺体を重ねて利用した「人塁」がある[注釈 4]。特に極寒地で土が掘れない状況下では凍りついた遺体が土塁の代わりとなる（極限時では他の人体も防弾となりうる）。
- 竹束 - 遺体を重ねた人塁と同様、有機素材を用いた防弾盾（ただし、戦場遺体は甲冑着用者も含む）。人体に比べ、腐敗による劣化は低いが、火攻に弱い。

## 実験結果

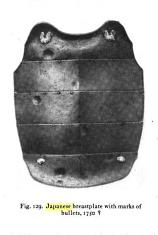
試し胴に使用された日本の鎧

- 国立歴史民俗博物館の2006年企画展示「歴史の中の鉄砲伝来 -種子島から戊辰戦争まで-」を開くにあたって行われた実験によれば、十匁玉で10gを使用した場合、これを防ぐには3mm厚の鉄板か、9cm厚のヒノキ板が必要という結果が出ている[7][注釈 5]（この実験結果に従った場合、火縄銃に対し、鉄板はヒノキ板の30倍の防弾性があることになる）。
- 徳川家康が造らせた南蛮胴は実験（同じものを製作して行われた）で火縄銃の弾をはじくことが確認されている（NHK『その時歴史が動いた』より）。日本の胴具と違い、弾丸を受け流すように流線的形状となっている[注釈 6]。
- 鉄砲戦を想定して築かれた松本城の場合、1、2階部分を構成する土壁の厚さが約30cmあり、火縄による鉄砲玉を防ぐ厚さとなっており、防弾性が城壁に備えられていた。従って、土塁であれば、厚さ30cm以上が防弾の目安といえる。

## 備考
- 信憑性は別として、『遠野物語』で語られる猿の経立が、毛皮に松脂を塗り、その上に砂をつけ、鎧のように硬くして、鉄砲の弾も通らなかったという防弾伝承が記述されている。
- 自然防弾として、水中に深く潜る行為がある（角度によっては「水面跳弾」を起こすため）。
- 日本の具足は角度と部分によっては3mm厚を超えており[注釈 7]、前述の「実験結果」に従った場合、部分的には防弾性を有している。ただし、小札製の鎧は鉄板一枚から成る具足と異なり、その量とヒモで結ぶ製法上、生産に時間を要し、そのため、本来なら防御性が高いにもかかわらず、戦国期では当世具足=一枚の鉄板厚にとって代わられている。